# Mirzə Fətəli Axundov
Mirza Fatali Achundov (in azero Mirzə Fətəli Məhəmmədtağı oğlu Axundov; Şaki, 12 luglio 1812 – Tbilisi, 9 marzo 1878) è stato uno scrittore azero.
Subì l'influsso del pensiero francese del XVIII secolo e della letteratura russa, e si distinse, oltre che come autore di sei commedie, che fanno di lui il fondatore del teatro azero, anche per alcuni saggi filosofici.

## Opere
- 1837 – In morte di Puškin
- 1857 – Le stelle ingannate